# 迪耶馬 (馬里)
14°32′20″N 9°11′24″W / 14.539°N 9.190°W
迪耶馬（法語：Diéma），是馬里的城鎮，位於該國西部，由卡伊區負責管轄，是迪耶馬省的首府，面積1,183平方公里，2009年人口30,592，人口密度每平方公里25.86人。